# Fiskelösen, Närke
Fiskelösen är en sjö i Hallsbergs kommun i Närke och ingår i Motala ströms huvudavrinningsområde.